# Récia
Récia (Raetia ou Rhaetia, em latim) era uma antiga região do Império Romano, chamada assim por causa de seus habitantes originais, os récios (raeti), também réticos ou retos. Ela fazia fronteira a oeste com país dos helvécios, a leste com a Nórica, ao norte com a Vindelícia, a sudoeste com a Gália Transalpina e ao sul com a Venécia e Ístria. Seu território abrangia distritos onde hoje se encontram as áreas centrais e orientais da Suíça (a região do alto Reno e o lago de Constança), a parte sul de Lübben e o alto Danúbio, Vorarlberg, a maior parte do Tirol e uma parte da Lombardia. A borda norte da Récia era parte do Limes Germânico, se estendendo por 166 km ao longo do rio Danúbio. A Récia era ligada à Itália através da Via Cláudia Augusta, que atravessava os Alpes pelo passo de Récia.
A região foi organizada como uma província depois da conquista de Tibério e Druso em 15 d.C.

## História

### Província romana
Pouco se sabe sobre a origem ou a história dos récios, que aparecem em registros como uma das tribos mais poderosas e guerreiras dos Alpes. Lívio nos conta que eles tinham origem etrusca (uma opinião defendida também por Niebuhr e Mommsen). Uma tradição relatada por Juniano Justino e Plínio, o Velho afirmava que eles eram uma parte dos povos que haviam colonizado as planícies do rio Pó e foram forçados para as montanhas pelos invasores gauleses, adotando o nome de "Récios" na ocasião em honra ao nome de seu líder, Récio. No entanto, uma derivação mais provável é da palavra celta rait ("terra montanhosa"). Mesmo se sua origem etrusca for aceita, na época que a região se tornou conhecida aos romanos, tribos celtas haviam conquistado a região e se misturado de tal forma com os habitantes originais que, de forma geral, os récios dos tempos posteriores podem ser considerados como um povo celta, embora tribos não celtas (lepôncios, euganes) vivessem entre eles.
Os récios são mencionados pela primeira vez (de passagem) por Políbio, e pouco se sabe sobre eles até o final da República Romana. Todavia, há pouca dúvida de que eles mantiveram sua independência até serem subjugados, em 15, por Tibério e Druso.
Inicialmente, a Récia formava uma província distinta, porém, ao final do século I d.C., a região de Vindelícia foi anexada ao seu território. Por isso, Tácito (em seu livro Germânia, 41) citava Augusta dos Vindélicos (Augsburgo) como a "colônia da província de Récia". A província inteira (incluindo a Vindelícia) estava inicialmente sob o comando de um prefeito militar, posteriormente sob um procurador. Nenhuma legião estava aquartelada na Récia, que tinha que confiar em suas próprias tropas nativas e em milícias alistadas para proteção até pelo menos o século II, quando, durante o reinado de Marco Aurélio, a Récia passou a ser governada pelo comandante da III Italica, que, a partir de 179, tinha sua capital em Castra Regina (Ratisbona).

### Reforma de Diocleciano e anos finais
Durante a reforma administrativa do imperador romano Diocleciano (r. 284-305), passou a fazer parte da diocese do vigário da Itália (vicarius Italiae) e foi subdividida em Récia Prima (Raetia Prima) ou Récia I, com um presidente em Cáuria Retoro (Chur), e Récia Secunda (Raetia Secunda) ou Récia II, também governada por um presidente em Augusta dos Vindélicos. A primeira correspondia à Récia original e a última, à Vindelícia. A fronteira entre as duas não é claramente definida, mas pode ser descrita de forma geral como uma linha que passava a leste do Lago Brigantino (lacus Brigantinus; Lago de Constança) em direção ao Eno (Rio Inn).
Nos últimos anos do Império Romano do Ocidente, a região estava em péssimas condições, mas sua ocupação pelos ostrogodos no tempo de Teodorico, o Grande, que colocou-a sob a autoridade de um duque, conseguiu retomar parte de sua antiga prosperidade.

## Economia
A Récia é muito montanhosa e seus antigos habitantes, quando não estavam em expedições predatórias, sobreviviam criando gado e cortando lenha, com pouca atenção voltada à agricultura. No entanto alguns vales eram ricos e férteis, produzindo cereais e vinho, este último considerado igual aos vinhos da Itália. Augusto, por exemplo, preferia o vinho da Récia a qualquer outro.
A região também produzia e vendia bens como piche, mel, cera e queijo.

## Geografia populacional
A província também era atravessada por duas grandes estradas romanas: a Via Cláudia Augusta, que saía de Verona e Tridento (Tridentum, atual Trento), na Itália, passava pelo passo de Reschen e pelo passo de Fern e seguia até Augusta dos Vindélicos; a outra partia de Brigâncio (Bregenz), no lago de Constança, passando por Coira e Chiavenna até Como e Milão.
As principais cidades eram:
- Alas (Aalen)
- Arbor Félix (Arbon)
- Apodíaco (Epfach)
- Aquileia (Heidenheim)
- Augusta dos Vindélicos (Augsburgo)
- Ausugo (Borgo Valsugana)
- Bauzano ou Ponte Drúsio (Bolzano)
- Belluno
- Bilício (Bellinzona)
- Brigâncio (Bregenz)
- Camboduno (Kempten im Allgäu)
- Batávio (Passau)
- Castra Regina (Ratisbona)
- Clavenna (Chiavenna)
- Clúnia (provavelmente Feldkirch ou Balzers)
- Cúria (Coira)
- Endidas (Egna/Neumarkt)
- Féltria (Feltre)
- Fetes (Füssen)
- Gúncia (Günzburg)
- Gamúndia (Schwäbisch Gmünd)
- Oscela (Domodossola)
- Partano (Partenkirchen)
- Sebato (San Lorenzo di Sebato )
- Sorvioduro (Straubing)
- Sublávio (Ponte Gardena/Waidbruck)
- Tridento (Trento)
- Veldidena (Wilten, distrito de Innsbruck)
- Vipiteno (Vipiteno/Esterzingue)

## Condado da Récia (Rätien)
Carlos Magno elevou o distrito, que ainda era governado por um presidente durante o domínio franco no século , ao status de Condado da Récia, preservando algo de sua origem romana no nome, conde das Récias (Reciarum comes), em 807. Ele foi absorvido pelo Ducado da Suábia no início do século X.
A serra de Rätikon tem seu nome derivado de Récia (Raetia).